# Niptjärnen (Ytterhogdals socken, Hälsingland, 689053-146571)
Niptjärnen är en sjö i Härjedalens kommun i Hälsingland och ingår i Ljungans huvudavrinningsområde. Sjöns area är 0,049 kvadratkilometer och den befinner sig 303 meter över havet.